# Situazione giuridica soggettiva
Una situazione giuridica soggettiva, in diritto, indica la posizione che un soggetto di diritto assume nell'ambito di un rapporto giuridico. Le situazioni giuridiche soggettive sono attribuite da norme giuridiche e costituiscono il contenuto dei rapporti giuridici.

## Nel rapporto giuridico
I rapporti giuridici pongono gli attori in condizioni contrapposte (quindi: chi compra si aspetta di ricevere la cosa, ma si aspetta anche di dover pagare, ed ha – per questo – un diritto ed un obbligo; chi vende, al pari, si aspetta di ricevere il pagamento del prezzo pattuito, ma sa di dover consegnare la cosa nelle condizioni pattuite, ed ha a sua volta un obbligo ed un diritto). Ogni soggetto assume, rispetto alle norme esistenti che gestiscono i rapporti fra persone, una posizione giuridica specifica che dà luogo a rapporti preordinati.
I rapporti giuridici, e quindi le situazioni giuridiche soggettive, sorgono, si modificano, e si estinguono, al verificarsi di determinate fattispecie, fatti tipici ai quali la norma collega determinati effetti giuridici. Il soggetto al quale è attribuita una situazione giuridica soggettiva è detto titolare della stessa, mentre con titolarità s'intende la relazione tra una situazione giuridica soggettiva e il suo titolare e con titolo il fatto o l'atto giuridico dal quale deriva l'acquisto della situazione giuridica soggettiva da parte del titolare.
Il concetto di situazione giuridica soggettiva si distingue da quello di status che può essere definito come la posizione di un soggetto rispetto ad un determinato gruppo sociale, dalla quale derivano determinate situazioni giuridiche soggettive (ad esempio, dallo status di cittadino deriva il diritto di voto).
La teoria delle situazioni soggettive, elaborata da Santi Romano, è di matrice privatistica ma può essere estesa a tutti i campi del diritto, perché in ogni settore della vita giuridica vi sono norme che pongono un soggetto in relazione con le cose e con gli altri soggetti e qualificano così la sua situazione giuridica (di proprietario, debitore, lavoratore dipendente ecc.). Queste norme hanno funzione garantistica ed assicurano il rispetto delle sfere giuridiche e delle autonomie altrui.

## Classificazione

### Situazioni attive e passive
Le situazioni giuridiche soggettive possono essere distinte in attive e passive a seconda che comportino un vantaggio o uno svantaggio per il loro titolare; attraverso le prime trovano tutela gli interessi umani. Di solito la situazione giuridica attiva è attribuita al soggetto portatore dell'interesse tutelato ma vi sono anche casi in cui è attribuita ad un soggetto diverso (è il caso della potestà).
La forma elementare di rapporto giuridico prevede un soggetto attivo, titolare di una situazione giuridica attiva, alla quale corrisponde una situazione giuridica passiva in capo ad un soggetto passivo. Spesso, però, la struttura del rapporto non è così semplice, essendo lo stesso scomponibile in una pluralità di rapporti elementari, nei quali non sempre tutte le situazioni attive o passive sono attribuite alla medesima parte.
Sono situazioni giuridiche attive:
- il diritto soggettivo;
- il potere giuridico;
- la potestà;
- il diritto potestativo;
- la facoltà;
- l'aspettativa;
- l'interesse legittimo.

Sono situazioni giuridiche passive:
- il dovere;
- l'obbligo;
- la soggezione;
- l'onere.

In realtà per alcune delle situazioni ora elencate, quali la potestà o l'onere, la classificazione tra le attive o passive non è netta, presentando le stesse sia un aspetto di vantaggio che uno di svantaggio per il titolare.

### Situazioni elementari
Non tutte le situazioni sopra elencate possono essere considerate elementari; alcune, infatti, sono ulteriormente scomponibili. Sono considerate situazioni elementari:
- sul lato attivo del rapporto, il diritto soggettivo, il potere e la facoltà;
- sul lato passivo del rapporto, il dovere, l'obbligo e la soggezione.

Il diritto soggettivo è la pretesa che un altro soggetto tenga un comportamento di contenuto positivo (dare o fare) o negativo (non fare). Questo è il significato più ristretto del termine, ma non l'unico; nel linguaggio giuridico, infatti, il termine viene utilizzato anche per indicare:
- una generica situazione giuridica attiva (diritto nel senso di pretesa, potere o facoltà);
- un complesso di situazioni giuridiche attive con al centro una di esse (è questa l'accezione del termine quando si parla, ad esempio, di "diritto di proprietà").

I diritti soggettivi si distinguono in:
- relativi, se possono essere fatti valere nei confronti di uno o più soggetti determinati;
- assoluti, se, invece, possono essere fatti valere nei confronti di qualsiasi soggetto. Va detto che alcune impostazioni teoriche riducono il diritto assoluto ad un fascio di diritti relativi.

I diritti, relativi o assoluti, sono detti patrimoniali quando corrispondono a interessi di natura economica, ossia suscettibili di essere valutati in denaro. Il diritto relativo patrimoniale caratterizza una particolare specie di rapporto giuridico, d'importanza fondamentale nel diritto privato: l'obbligazione; il soggetto attivo e passivo da tale rapporto sono denominati creditore e debitore.
In capo al soggetto passivo del rapporto giuridico sussiste:
- un dovere, se il soggetto attivo è titolare del corrispondente diritto assoluto;
- un obbligo, se il soggetto attivo è titolare del corrispondente diritto relativo.

Mentre i diritti soggettivi sono situazioni statiche, poteri e facoltà sono situazioni dinamiche. In particolare, la facoltà è la possibilità di tenere un determinato comportamento e, quindi, l'opposto del dovere od obbligo di non tenerlo (ossia del divieto di tenerlo). Il potere, invece, è la possibilità attribuita dall'ordinamento ad un soggetto di produrre effetti giuridici, ossia di creare, modificare o estinguere un rapporto giuridico, attraverso un atto giuridico.
Se il soggetto attivo del rapporto è titolare di un potere, in capo al soggetto passivo sussiste la corrispondente soggezione.
Un atto compiuto da un soggetto che ne ha la facoltà è lecito; un atto compiuto da un soggetto che ne ha il potere è valido. Un atto compiuto dal soggetto che ne ha il dovere o l'obbligo è dovuto; poiché dovere e obbligo implicano logicamente facoltà, è anche lecito.

### La teoria di Hohfeld
Da quanto si è detto emerge che tra le situazioni giuridiche elementari esistono relazioni di correlazione ed opposizione. La tavola completa di queste relazioni è alla base della teoria dei concetti giuridici fondamentali, elaborata dal giurista statunitense Wesley Newcomb Hohfeld.
Hohfeld osserva che il termine diritto soggettivo (right) viene nella pratica utilizzato con una pluralità di significati; può, infatti, riferirsi ad una delle seguenti situazioni giuridiche elementari attive oppure ad una combinazione delle stesse:
- diritto soggettivo in senso stretto o pretesa (claim);
- facoltà (privilege, tradotto anche con libertà, permesso ecc.);
- potere (power);
- immunità (immunity).

Alle predette situazione giuridiche elementari attive di un soggetto nei confronti di un altro corrispondono altrettante situazioni giuridiche elementari passive del secondo soggetto nei confronti del primo, dando quindi luogo a quattro relazioni di correlazione,  che rappresentano altrettanti rapporti giuridici elementari: 
- dovere (duty) ↔ pretesa;
- mancanza di pretesa (no-right) ↔ facoltà;
- soggezione (liability) ↔ potere;
- mancanza di potere o incapacità (disability) ↔ immunità.

Gli otto concetti fondamentali ora visti sono inoltre legati da quattro relazioni di opposizione (nel senso che un termine è la negazione dell'altro):
- pretesa ↔ mancanza di pretesa;
- facoltà ↔ dovere;
- potere ↔ incapacità;
- immunità ↔ soggezione.

Va notato che Hohfeld non annovera tra le situazioni giuridiche elementari i diritti assoluti (e, di conseguenza, nell'ambito delle situazioni elementari passive, non distingue tra doveri ed obblighi): il suo concetto di pretesa (claim) si riferisce, infatti, al solo diritto relativo, mentre i diritti assoluti vengono scomposti in un fascio di diritti relativi (afferma infatti che: "il supposto unico diritto reale, correlato con un «dovere» di «tutte» le persone, comporta in realtà tanti separati e distinti rapporti «diritto-dovere» quante sono le persone soggette a un dovere").
Le otto situazioni giuridiche elementari individuate da Hohfeld possono essere raggruppate in due quaterne, all'interno delle quali intercorrono le relazioni di correlazione e di opposizione, mentre nessuna relazione intercorre tra situazioni appartenenti a quaterne diverse. Autori successivi, ad esempio Alf Ross, hanno osservato che questi due gruppi sono associabili a due diverse tipologie di norme, infatti:
- le situazioni giuridiche del primo gruppo - pretesa, dovere, facoltà e mancanza di pretesa - sono attribuite da norme di condotta (o primarie), volte a disciplinare il comportamento dei destinatari;
- le situazioni giuridiche del secondo gruppo - potere, soggezione, immunità e incapacità - sono attribuite da norme di competenza (o secondarie), volte a disciplinare la produzione di altre norme (di condotta o di competenza, non necessariamente generali ed astratte).

I concetti fondamentali di Hohfeld sono stati utilizzati anche fuori dall'ambito giuridico, per analizzare le norme morali.

## L'esercizio
L'esercizio di una situazione giuridica attiva è l'esplicazione del comportamento che ne costituisce il contenuto, comportamento che può configurarsi o meno come atto giuridico. Va tenuto distinto dalla realizzazione della situazione giuridica, che si ha con la soddisfazione dell'interesse a tutela del quale è stata attribuita. L'idoneità di un soggetto ad esercitare la situazione giuridica è detta legittimazione e, di regola, si accompagna con la titolarità della stessa.
Oltre che dal contenuto della situazione giuridica, stabilito dall'ordinamento (limite esterno o elemento formale), il suo esercizio è limitato dalla necessità che persegua effettivamente l'interesse a tutela del quale la situazione stessa è stata attribuita (limite interno, detto anche elemento sostanziale o funzionale).
L'abuso di diritto è il superamento del limite interno all'esercizio di un diritto soggettivo, mentre l'eccesso di diritto è il superamento del limite esterno. In vari ordinamenti (ad esempio, Svizzera, Spagna e Grecia) esiste una norma generale che vieta l'abuso del diritto; in quello italiano, invece, sono disciplinati solo casi particolari (ad esempio, l'art. 833 c.c. in materia di atti emulativi) ed è controversa la possibilità di trarre da queste discipline particolari un principio generale. Anche il concetto di sviamento di potere, elaborato dal diritto amministrativo di alcuni paesi (Italia, Francia ecc.), è riconducibile al superamento del limite interno, in questo caso all'esercizio di una potestà amministrativa.